# Leptopetalum kanehirae
Leptopetalum kanehirae là một loài thực vật có hoa trong họ Thiến thảo. Loài này được Hatus. mô tả khoa học đầu tiên năm 1936.